# Semiotus striatus
Semiotus striatus là một loài bọ cánh cứng trong họ Elateridae. Loài này được Guerin miêu tả khoa học năm 1855.